# Saison 4 de Psych : Enquêteur malgré lui
Chronologie
Saison 3 Saison 5
La quatrième saison de Psych : Enquêteur malgré lui (Psych), série télévisée américaine, est constituée de seize épisodes diffusée du 7 août 2009 au 10 mars 2010 sur USA Network, aux États-Unis.

## Synopsis
Shawn Spencer, un jeune homme drôle et surtout futé, a développé durant son enfance un talent pour remarquer les moindres détails grâce à l'enseignement de Henry Spencer, son père, ancien policier. 
C'est ainsi qu'en grandissant, lorsqu'il est confronté à la dure réalité de l'emploi, ne parvenant pas à en trouver un qui lui plaise, il passe le plus clair de son temps à en changer et à donner des « tuyaux » aux inspecteurs de police par l'intermédiaire d'appels téléphoniques anonymes. À partir de là s'ensuit un énorme quiproquo : à la suite des nombreux « tuyaux » qu'il fournit aux inspecteurs, ces derniers commencent à le suspecter de perpétrer lui-même ces crimes. N'ayant pas d'autre solution pour se sortir de cette situation, il se justifie en prétendant posséder des pouvoirs psychiques de médium. Curieusement, les policiers qui refusaient de croire au don d'observation de Shawn, admettent assez facilement son « don médiumnique ».
Shawn aidera désormais la police dans ses enquêtes, avec les inspecteurs Carlton Lassiter, Juliet O'Hara et le chef Karen Vick qui fait appel à lui lorsque certaines affaires s'avèrent insolubles ou pas assez importantes pour que la police s'en occupe, selon le cas.
Shawn embarque son meilleur ami d'enfance, Burton « Gus » Guster, pour créer l'agence « Psych ». Ils vont alors tenter de résoudre chaque affaire en utilisant ses dons d'observation, camouflés en visions envoyées par des esprits. Gus est moins téméraire que Shawn et tous les deux se disputent souvent pour des détails pour le meilleur comme pour le pire…

## Distribution

### Acteurs principaux
- James Roday (VF : Guillaume Lebon) : Shawn Spencer
- Dulé Hill (VF : Lucien Jean-Baptiste) : Burton « Gus » Guster
- Timothy Omundson (VF : Gabriel Le Doze) : lieutenant chef Carlton Lassiter
- Maggie Lawson (VF : Laura Blanc) : lieutenant Juliet O'Hara
- Kirsten Nelson (VF : Véronique Augereau) : chef Karen Vick
- Corbin Bernsen (VF : Philippe Peythieu) : Henry Spencer, père de Shawn

### Acteurs récurrents
- Liam James (VF : Valentin Maupin) : Shawn Spencer (enfant)
- Carlos McCullers (VF : Alexandre Nguyen) : Burton « Gus » Guster (enfant)
- Sage Brocklebank (VF : Sébastien Finck) : officier Buzz McNab
- Cybill Shepherd (VF : Annie Sinigalia) : Madeleine Spencer, mère de Shawn
- Rachael Leigh Cook (VF : Philippa Roche) : Abigail Lytar, ex-petite amie au lycée de Shawn et actuelle lors de la saison 4
- Jimmi Simpson (VF : Thierry Wermuth) : Mary Lightly, psychologue de la police spécialisé sur l'historique du seial killer Mr Yang
- Ally Sheedy (VF : Ivana Coppola) : Mr Yang
- Kurt Fuller (VF : Jean-François Kopf) : Woody, Médecin légiste de la police de Santa Barbara

### Invités
- Cary Elwes (VF : Bertrand Liebert) : Pierre Despereaux (épisode 1)
- Ed Lauter (VF : Pierre Dourlens) : Ed Dykstra (épisode 1)
- Peter Oldring (VF : Damien Ferrette) : caporal Robert Mackintosh (épisode 1)
- Christine Baranski (VF : Pascale Vital) : Alice Clayton (épisode 2)
- Scott Holroyd (en) : Charles Phillips (épisode 2)
- Jim Beaver : Stinky Pete Dillingham (épisode 3)
- James Brolin (VF : Pierre Dourlens) : Shérif Hank Mendel (épisode 3)
- Ray Wise (VF : Hervé Jolly) : père Westley (épisode 4)
- Sendhil Ramamurthy (VF : Stéphane Fourreau) : Rajesh « Raj » Singh (épisode 6)
- John Cena (VF : Lionel Tua) : Ewan O'Hara, frère de Juliet (épisode 10)
- Robert Patrick (VF : Patrick Floersheim) : major-général Felts (épisode 10)
- Stacy Keibler : Jessica Martino (épisode 11)
- Sarah Shahi : Ruby, petite amie de Gus (épisode 11)
- Arnold Vosloo (VF : Jean-Luc Kayser) : J. T. Warring (épisode 12)
- Josh Braaten (en) : Scott Seaver (épisode 12)
- Miguel Ferrer : Boyde (épisode 14)
- Chris Sarandon : Ashton Bonaventure (épisode 14)
- Jeri Ryan (VF : Malvina Germain) : Dr Kimberly Phœnix (épisode 15)

## Liste des épisodes

### Épisode 1:Mission Canada
- États-Unis : 7 août 2009 sur USA Network
- Suisse : 2 mai 2010 sur TSR1
- Québec : 3 janvier 2011 sur AddikTV[1]
- France : 16 mai 2011 sur 13ème rue[2],[3]
- Belgique : 29 juillet 2012 sur RTL-TVI[4]

- États-Unis : 3,98 millions de téléspectateurs[5] (première diffusion)

- Cary Elwes (Pierre Despereaux)
- Ed Lauter (Ed Dykstra)

### Épisode 2:Famille, je vous aime
- États-Unis : 14 août 2009 sur USA Network
- Suisse : 16 mai 2010 sur TSR1
- Québec : 10 janvier 2011 sur AddikTV
- France : 16 mai 2011 sur 13ème rue[3]
- Belgique : 5 août 2012 sur RTL-TVI[4]

- États-Unis : 4,19 millions de téléspectateurs[6] (première diffusion)

- Rachael Leigh Cook (Abigail)
- Christine Baranski (Alice Clayton)

### Épisode 3:Presque cent dollars pour un shérif
- États-Unis : 21 août 2009 sur USA Network
- Suisse : 23 mai 2010 sur TSR1
- Québec : 17 janvier 2011 sur AddikTV
- France : 16 mai 2011 sur 13ème rue[3]
- Belgique : 12 août 2012 sur RTL-TVI[4]

- États-Unis : 3,87 millions de téléspectateurs[7] (première diffusion)

- Jim Beaver (Steve Philligan)
- James Brolin (le shérif Hank Mendel)
- Brent Sexton (le shérif du comté Becker)
- Lynda Boyd (Miss Annie)

### Épisode 4:Petits Arrangements avec le Diable
- États-Unis : 28 août 2009 sur USA Network
- Suisse : 30 mai 2010 sur TSR1
- Québec : 24 janvier 2011 sur AddikTV
- France : 23 mai 2011 sur 13ème rue[3]
- Belgique : 19 août 2012 sur RTL-TVI[4]

- États-Unis : 4,08 millions de téléspectateurs[8] (première diffusion)

- Ray Wise (père Westley)
- Alexandra Krosney (Lucy Ryan)
- Tim Conlon (père Bard)

### Épisode 5:La Peur des balles
- États-Unis : 11 septembre 2009 sur USA Network
- Suisse : 6 juin 2010 sur TSR1
- Québec : 31 janvier 2011 sur AddikTV
- France : 23 mai 2011 sur 13ème rue[3]
- Belgique : 26 août 2012 sur RTL-TVI[4]

- États-Unis : 4,03 millions de téléspectateurs[9] (première diffusion)

- Dink O'Neal (Dr Manning)
- Stephen Lang (M. Salamatchla)
- Craig March (Tim Beauchamp)

### Épisode 6:Meurtre à Bollywood
- États-Unis : 18 septembre 2009 sur USA Network
- Suisse : 13 juin 2010 sur TSR1
- Québec : 7 février 2011 sur AddikTV
- France : 23 mai 2011 sur 13ème rue[3]
- Belgique : sur RTL-TVI

- États-Unis : 3,74 millions de téléspectateurs[10] (première diffusion)

- Sendhil Ramamurthy (Raj)
- Azita Ghanizada (Mina)
- Madhur Jaffrey (Dadi)
- Lisa Ray (Sita)

- L'épisode se déroulant dans le milieu bollywoodien, le générique est réorchestré avec une thématique indienne, le nom des acteurs étant d'abord présenté en hindi avant de revenir à l'alphabet latin.

### Épisode 7:À qui le tour?
- États-Unis : 25 septembre 2009 sur USA Network
- Suisse : 20 juin 2010 sur TSR1
- Québec : 14 février 2011 sur AddikTV
- France : 30 mai 2011 sur 13ème rue[3]

- États-Unis : 3,69 millions de téléspectateurs[11] (première diffusion)

- Kenan Thompson (Joon)
- Jaleel White (Tony)
- Tony Todd (l'inspecteur Moses Johnson)

- Le générique est interprété façon soul par le groupe Boyz II Men, à plusieurs voix, avec un accompagnement uniquement composé de percussions[12].

### Épisode 8:La Nuit du Loup-Garou
- États-Unis : 9 octobre 2009 sur USA Network
- Suisse : 27 juin 2010 sur TSR1
- Québec : 21 février 2011 sur AddikTV
- France : 30 mai 2011 sur 13ème rue[3]

- Joshua Malina (Stewart Gimbley)
- Thomas F. Wilson (Butch Zielinski)
- Larisa Oleynik (Willow Gimbley)
- Jessalyn Wanlim (Polexia Li)
- David Naughton (Dr Ken Tucker)

### Épisode 9:Y a-t-il quelqu'un pour sauver Shawn?
- États-Unis : 16 octobre 2009 sur USA Network
- Suisse : 4 juillet 2010 sur TSR1
- Québec : 28 février 2011 sur AddikTV
- France : 30 mai 2011 sur 13ème rue[3]

- États-Unis : 3,68 millions de téléspectateurs[13] (première diffusion)

- Michael Rooker (Garth Lawnmore / Longboot)
- John Hawkes (Rollins)

- Cet épisode marque la fin de la première partie de la quatrième saison aux États-Unis.

### Épisode 10:En avant soldat!
- États-Unis : 27 janvier 2010 sur USA Network
- Suisse : 11 juillet 2010 sur TSR1
- Québec : 7 mars 2011 sur AddikTV
- France : 6 juin 2011 sur 13ème rue[3]

- États-Unis : 4,37 millions de téléspectateurs[14] (première diffusion)

- John Cena (Ewan O'Hara)
- Robert Patrick (le major-général Felts)

### Épisode 11:Sensations trop fortes
- États-Unis : 3 février 2010 sur USA Network
- Suisse : 18 juillet 2010 sur TSR1
- Québec : 14 mars 2011 sur AddikTV
- France : 6 juin 2011 sur 13ème rue[3]

- États-Unis : 2,86 millions de téléspectateurs[15] (première diffusion)

- Sarah Shahi (Ruby)
- Stacy Keibler (Jessica)

### Épisode 12:Rendez-vous dans sept ans
- États-Unis : 10 février 2010 sur USA Network
- Suisse : 25 juillet 2010 sur TSR1
- Québec : 21 mars 2011 sur AddikTV
- France : 6 juin 2011 sur 13ème rue[3]

- États-Unis : 3,57 millions de téléspectateurs[16] (première diffusion)

- Arnold Vosloo (J. T. Waring)
- Craig Sheffer (le marshall fédéral Daniel Wayne)
- Josh Braaten (Scott Seaver)

### Épisode 13:À vos masques…
- États-Unis : 17 février 2010 sur USA Network
- Suisse : 8 août 2010 sur TSR1
- Québec : 28 mars 2011 sur AddikTV
- France : 13 juin 2011 sur 13ème rue[3]

- États-Unis : 2,93 millions de téléspectateurs[17] (première diffusion)

- Judd Nelson (Dr Steven Reidman)
- Ernie Grunwald (Donny Lieberman)

### Épisode 14:Le Groupe de réflexion
- États-Unis : 24 février 2010 sur USA Network
- Suisse : 15 août 2010 sur TSR1[18]
- Québec : 4 avril 2011 sur AddikTV
- France : 13 juin 2011 sur 13ème rue[3]

- États-Unis : 3,57 millions de téléspectateurs[19] (première diffusion)

- Bruce Davison (Walter Snowden)
- Miguel Ferrer (Boyde)
- Chris Sarandon (Ashton Bonaventure)

### Épisode 15:Dans le ventre de la bête
- États-Unis : 3 mars 2010 sur USA Network
- Suisse : 22 août 2010 sur TSR1[20]
- Québec : 11 avril 2011 sur AddikTV
- France : 13 juin 2011 sur 13ème rue[3]

- États-Unis : 2,87 millions de téléspectateurs[21] (première diffusion)

- Jeri Ryan (Dr Kimberly Phœnix)
- Michael Hogan (William Tanner)

### Épisode 16:MrYin présente…
- États-Unis : 10 mars 2010 sur USA Network
- Suisse : 29 août 2010 sur TSR1[22]
- Québec : 18 avril 2011 sur AddikTV
- France : 13 juin 2011 sur 13ème rue[3]

- États-Unis : 2,95 millions de téléspectateurs[23] (première diffusion)

- Ally Sheedy (Mr Yang)
- Jimmi Simpson (Mary Lightly)